# Liste der Träger des Verdienstordens des Landes Rheinland-Pfalz
Diese Liste der Träger der Verdienstorden des Landes Rheinland-Pfalz führt alle Unterartikel über die Träger des rheinland-pfälzischen Verdienstordens seit 1982 auf.
Der Verdienstorden wird vom Ministerpräsidenten verliehen, die Zahl der Ordensinhaber ist dabei auf 800 begrenzt. Vorschlagsberechtigt sind der Landtagspräsident und die Mitglieder der Landesregierung. Das entsprechende Landesgesetz über den Verdienstorden des Landes Rheinland-Pfalz vom 2. Oktober 1981 trat am 1. Januar 1982 in Kraft.